# آرشي أنان
آرشي أنان (بالإنجليزية: Archie Annan)‏ (1 يناير 1879 بباثغيت في المملكة المتحدة - 1 يناير 1951 بغلوستر في المملكة المتحدة) هو مدرب كرة قدم ولاعب كرة قدم بريطاني (وحمل سابقاً جنسية المملكة المتحدة لبريطانيا العظمى وأيرلندا) في مركز الظهير. لعب مع بورت فايل وشيفيلد يونايتد ونادي بريستول سيتي ونادي سندرلاند.